# Paul Schöning
Paul Karl Leopold Schöning, född 24 februari 1972 i Göteborg, är en svensk multimusiker som är mest känd som trummis i Attentat 2011-2015.

## Karriär
Första spelningen som trummis med Attentat var 3 juni 2011 i Sundsvall. . Han har därefter bland annat varit med om att spela in albumet ”Fy fan!” och filmen ”Glöden slocknar aldrig”. 
Schöning har en bakgrund som sångare i metalbandet Pathos, som grammisnominerades för albumet ”Katharsis” 2003. Han har turnerat i Skandinavien och Irland, som trubadur och med diverse olika band. Han medverkade på samlingsplattan ”En salig samling” 1999 och spelade med Punk City Rockers i början på 2000-talet tillsammans med flera Attentatmedlemmar. 
Paul Schöning bestämde sig för att satsa på den egna karriären och slutade i Attentat våren 2015. Sista spelningen med bandet gjordes i Karlshamn 28 februari.

### Fotnoter
1. ↑  ”Attentats officiella sida”. Arkiverad från originalet den 10 december 2016. https://web.archive.org/web/20161210122219/http://attentat.nu/attentatarna/. Läst 28 februari 2016.
2. ↑  ”Nominerade 2002-2012 - Grammis”. Arkiverad från originalet den 5 november 2016. https://web.archive.org/web/20161105225025/http://grammis.se/wp-content/uploads/2014/01/Nominerade-2002-2012.xls. Läst 5 november 2016.